# 23-я Сербская дивизия
23-я Сербская дивизия НОАЮ (сербохорв. 23. српска дивизија НОВJ / 23. srpska divizija NOVJ) — дивизия Народно-освободительной армии Югославии, участвовавшая в Народно-освободительной войне Югославии.

## История

### Состав и структура
Сформирована 6 июня 1944 в Топлице как 3-я Сербская дивизия из 7-й и 9-й бригад. Спустя несколько дней получила наименование ударной. 17 июня её состав был пополнен 14-й сербской бригадой. С 9 октября по 10 ноября 1944 в её составе находилась 1-я отдельная югославская пехотная бригада, а с января 1945 года в её составе была и артиллерийская бригада. Численность дивизии составляла около 2 тысяч в начале существования. К октябрю численность выросла до 5929 человек, 15 марта 1945 дивизия насчитывала 8854 человека, а в начале апреля в её составе было 14 тысяч человек. До 6 сентября 1944 дивизия подчинялась Главному штабу НОАЮ в Сербии, потом до 6 декабря состояла при 14-м сербском корпусе, затем подчинялась Штабу Южной оперативной группы дивизий, а с января 1945 года была в составе 2-й армии.

### Боевой путь
Боевое крещение приняла в ночь с 21 на 22 июня: разбила Краинский корпус четников в сёлах Мозгово, Црни-Кал и Руиште. 22 июня в Буковике вступила в бои с Краинским, Тимокским и Делиградским корпусами численностью в 3 тысячи человек. 28 июня взяла шахту Добра-Срача, 30 июня параллельно разбила 3-й батальон 63-го болгарского полка на Варницком холме близ Княжевца. Затем 23-я дивизия 12 августа освободила Болевац, 4 сентября освободила Княжевац, а 6 сентября с 14-м корпусом НОАЮ вступила в битву за Восточную Сербию. При прорыве к Дунаю она освободила 7 сентября Заечар в боях против немцев, недичевцев и четников (итого 5 тысяч человек), захватив 500 винтовок, 20 пулемётов и 20 пистолетов-пулемётов.
До 22 сентября она вела бои против 1-й горнострелковой дивизии вермахта при Заечаре, Неготине и Прахове. 22 сентября на помощь 23-й дивизии пришла советская 113-я стрелковая дивизия, которая помогала освободить Кладов, Брзу-Паланку, Бор и другие города. 3 октября были освобождены Бор и Брестовачка-Баня. По распоряжению Верховного штаба НОАЮ 13 октября 23-я дивизия была отправлена на линию Врчин-Рипань, где она обеспечивала прикрытие с правого фланга 57-го стрелкового корпуса (известного как 1-я армейская группа) и 4-го гвардейского механизированного корпуса советских войск во время Белградской операции.
С 17 по 20 октября дивизия участвовала в окружении и разгроме немецкой группы корпусов «Штетнер» в районе Авала-Болеч-Врчин. В ноябре 1944 года она участвовала в боях на левом берегу Западной Моравы против 104-й егерской и 7-й горной дивизии СС и остатков группы армий «E» близ Чачака и Пожеги. В декабре в составе Южной оперативной группы дивизий 23-я Сербская близ Любовицы и Тузлы участвовала в преследовании противника. 1 января 1945 она была переведена во 2-ю югославскую армию, в составе которой боролась близ Озрена, близ Грачаницы (24 февраля), Дервенты (19 апреля), в составе Унской оперативной группы дивизии штурмовала Карловац 24 апреля и Самобор 7 мая.